# Нідерландська Гвінея

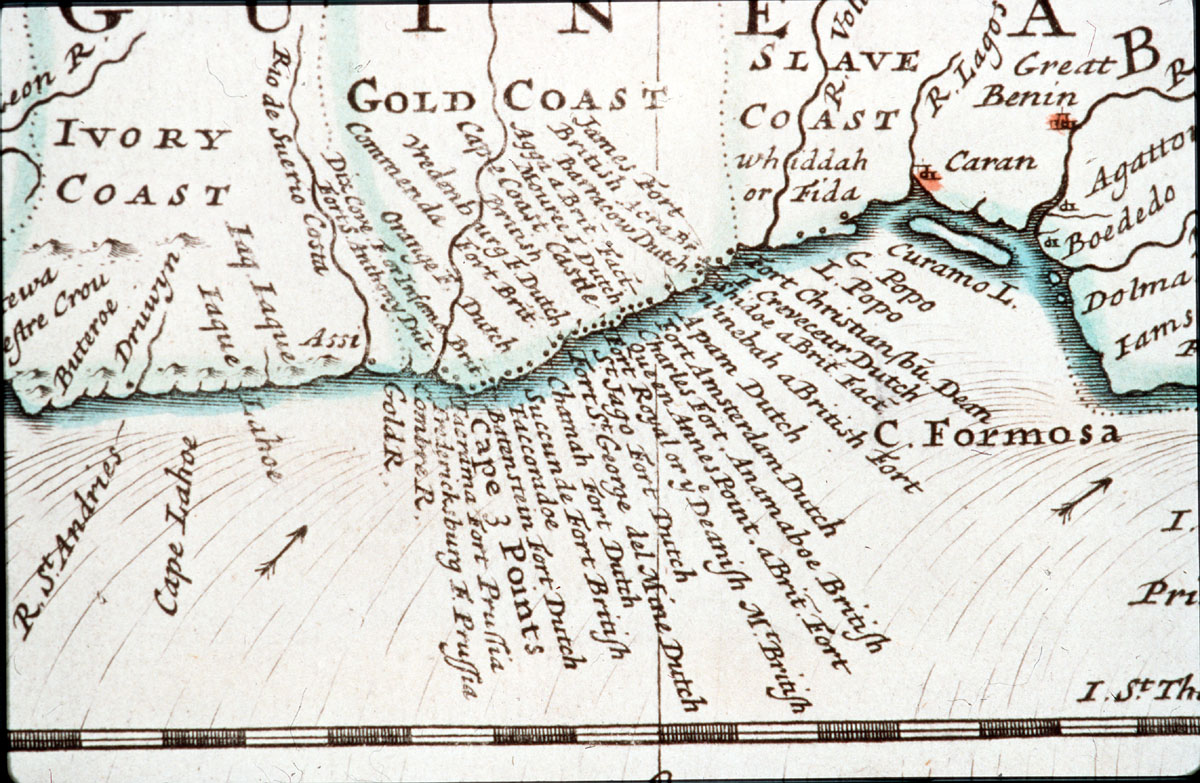
Мапа Нідерландської Гвінеї

Нідерландська Гвінея (також Нідерландський Золотий Берег, офіційна назва: Володіння Нідерландів на узбережжі Гвінеї) — колонія Нідерландів у 1637—1871 рр., здебільшого на території сучасної Гани. Столиця — Ельміна.
У 1637 р. князь Іоганн-Моріц з третьої спроби завоював форт Сан-Жоржи-да-Міна (Ельміна), який раніше належав Португалії. Протягом наступних століть форт став центром работоргівлі, яку здійснювала головним чином Голландська Вест-Індійська компанія. Окрім Ельміни, нідерландці також втримували у своїх руках інші форти та факторії на узбережжі Золотого Берегая, кі не слід змішувати ці факторії з Невільницьким Берегом на території сучасних Того, Беніна та Нігерії, де у компанії також були володіння.
Клімат у колонії був вкрай неприємним для європейців, багато з яких помирало від малярії, жовтої гарячки та інших екзотичних для них хвороб. Через це колонію називали «берегом смерті» (нід. «Moordkust»).

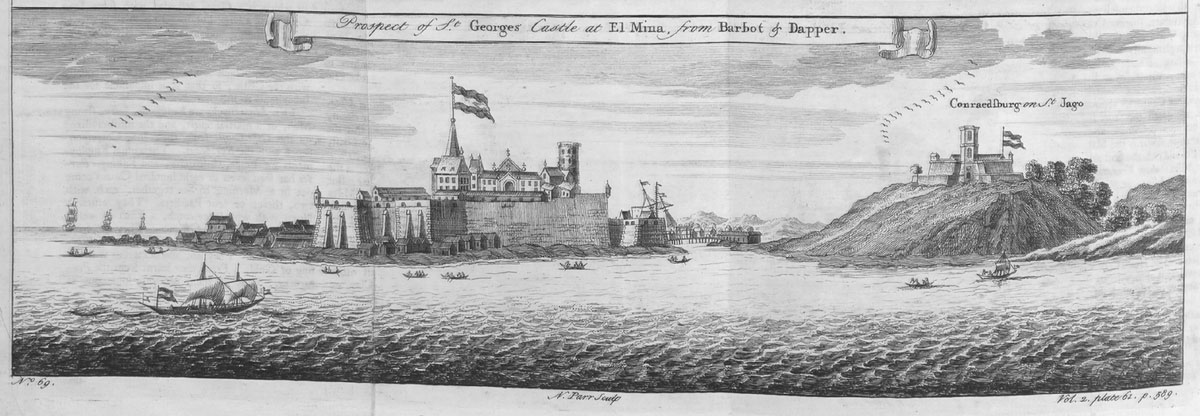
Фортеці Ельміна (ліворуч) та Кунрадсбюрг (Сан-Яго).

Нідерланди володіли такими портами на узбережжі Гвінеї:
- Форт Амстердам
- Форт Аполлонія
- Форт Батенштейн
- Вреденбюрг
- Форт Вітсен
- Форт Голландія (згодом німецький форт Гросс-Фридрихсбург)
- Форт Доброї Надії
- Форт Доротеа
- Форт Інгліш
- Кейп-Коаст-Кастл
- Каролюсбюрг
- форт Кревекьор
- Форт-бей-Кроне
- Крістієнсборг
- Кунрадсбюрг
- Форт Лейсаамнейд
- Форт Метаал-Крьойс
- Мюнфорт
- Форт Нассау
- Форт Оран'є
- Рейхавер
- Сан-Себаст'ян
- Ельміна
- Санто-Антоніо-де-Ашім
- Форт Сінгеленбюрг (Кета)
- Елізе Картаго

Форти використовувалися як для торгівлі місцевими продуктами, так і для работоргівлі. Рабів відправляли на Кюрасао, після чого їх перепродавали в інші карибські країни, здебільшого на плантації в Суринам. Після ліквідації Нідерландської Вест-Індійської компанії території перейшли Нідерландській державі. Під час французької окупації Нідерландів на початку XIX століття форти Нідерландської Гвінеї наряду з Дедзімою залишалися єдиними територіями підконтрольними нідерландцям (іншими нідерландським колоніями керували британці).
У XIX столітті в Ельміні був центр з набору африканців до Королівської Нідерландської Індійської армії і відправлення їх до Індонезії. Більшість солдат після закінчення служби лишалися в Індонезії.
На початку XIX століття работоргівля була припинена, що негативно вплинуло на економіку колонії. За планом губернатора Германа Віллема Денделса, за фортами повинні були бути засновані плантації, які б забезпечували існування колоній. Губернатор навіть самостійно переселився на ці землі, разом зі своїми синами, і виділив субсидії на залучення поселенців. Через два роки він помер від жовтої гарячки. Колонії ставали все менш економічно вигідними, і поступово всі землі навколо фортів перейшли більш економічно успішним англійцям. Форти не були їм продані на початку XIX століття лише з відчуття національної гордості. Тим не менш, 6 квітня 1871 р. був підписаний Суматранський договір, за яким факторії Золотого Берега переходили Великій Британії за 47 000 гульденів, в обмін на відмову англійців від завоювання Ачех і північної частини острову Суматра. Втративши Нідерландську Гвінею, Нідерланди позбулися останніх своїх володінь в Африці.